# Limesz (kategóriaelmélet)
A matematikán belül a kategóriaelméletben a limesz az olyan általános konstrukciók lényegét ragadja meg mint a produktumok, visszahúzások és inverz limeszek. A duális fogalom, a kolimesz a diszjunkt unió, direkt összeg, koproduktum, kitolás illetve direkt limesz fogalmakat általánosítja.
A limesz és kolimesz magas absztrakciós szinten elhelyezkedő fogalmak. Megértésükhöz hasznos lehet először azon konkrét példák tanulmányozása, amiket a limesz és kolimesz általánosítanak.

## Definíciók

### Diagram
A limesz és kolimesz definíciójához szükség lesz a diagram fogalmának bevezetéséhez. Legyenek J és C kategóriák: ekkor egy J alakú diagram C-ben egy {\displaystyle F:J\to C} funktor.
Itt J-re mint indexkategóriára tekintünk, az F diagram pedig a J által meghatározott minta szerint indexeli bizonyos C-beli objektumok és morfizmusok egy gyűjteményét.
A legtöbb esetben J kis, sőt gyakran véges kategória. Azt mondjuk, hogy J kis vagy véges diagram, ha J kis vagy véges kategória.

### Limesz
Legyen {\displaystyle F:J\to C} egy diagram C-ben. Ekkor egy F feletti kúp egy C-beli objektum N és egy {\displaystyle \psi _{X}:N\to F(X)} morfizmuscsalád együttese, ahol X végigfut J objektumain, úgy, hogy bármely J-beli {\displaystyle f:X\to Y} morfizmusra {\displaystyle F(f)\circ \psi _{X}=\psi _{Y}}.
Az F diagram limeszét a következő univerzális tulajdonság definiálja: a limesz egy olyan F feletti {\displaystyle (L,\varphi )} kúp, hogy bármely F feletti {\displaystyle (N,\psi )} kúpra létezik egy egyértelmű {\displaystyle u:N\to L} morfizmus úgy, hogy {\displaystyle \phi _{X}\circ u=\psi _{X}} a J indexkategória bármely X objektumára.
Ekkor azt mondjuk, hogy az {\displaystyle (N,\psi )} kúp átfaktorizál az {\displaystyle (L,\phi )} kúpon az egyértelmű {\displaystyle u} morfizmuson keresztül. Az {\displaystyle u} morfizmust néha közvetítő morfizmusnak is nevezik.
A fenti definíció alapján a limeszt univerzális kúpnak is nevezik. Mint minden univerzális tulajdonság, a fenti is egyfajta kiegyensúlyozott általánosságot ír elő: az L limeszobjektum elég általános kell legyen ahhoz, hogy bármely kúp átfaktorizálhasson rajta, ugyanakkor elég specifikus is kell legyen ahhoz, hogy csak egyetlen faktorizáció legyen lehetséges.
Alternatív módon a limesz definiálható mint az F feletti kúpok kategóriájának terminális objektuma.
Lehetséges, hogy egy diagramnak nincs limesze. Ugyanakkor ha létezik limesz, akkor az lényegében egyértelmű, pontosabban egyértelmű izomorfizmus erejéig egyértelmű. Emiatt gyakran beszélnek a limeszről.

### Kolimesz
A kúp és limesz duális fogalmai a kokúp és kolimesz. Bár ezek definíciója a nyilak megfordításával magától értetődően adódik a fentiekből, a következőkben részletesen leírjuk ezeket.
Egy {\displaystyle F:J\to C}{\displaystyle F:J\to C} diagram feletti kokúp egy a C kategória egy N objektuma és egy {\displaystyle \psi _{X}:F(X)\to N} morfizmuscsalád együttese, ahol X végigfut J objektumain, úgy, hogy bármely J-beli {\displaystyle f:X\to Y} morfizmusra {\displaystyle \psi _{Y}\circ F(f)=\psi _{X}}.
Egy {\displaystyle F:J\to C} diagram kolimesze egy F feletti {\displaystyle (L,\phi )} kokúp úgy, hogy bármely F feletti {\displaystyle (N,\psi )} kokúpra létezik egy egyértelmű {\displaystyle u:L\to N} morfizmus úgy, hogy J minden X objektumára {\displaystyle u\circ \phi _{X}=\psi _{X}}.
Ennek megfelelően a kolimeszeket univerzális kokúpnak is nevezik. A fenti kolimesz az iniciális objektum az F feletti kokúpok kategóriájában.
A limeszhez hasonlóan itt is igaz, hogy ha egy diagram kolimesze létezik, akkor az egyértelmű izomorfizmus erejéig egyértelmű.

### Alternatív definíciók
A limesz és kolimesz definiálható a diagram fogalma nélkül is. Valóban, mint megfigyelhető, a fenti definíciókban nem szerepel J-beli morfizmusok kompozíciója, ezért lehetne objektumok illetve közöttük menő morfizmusok egy osztálya feletti (ko)limeszről beszélni. Ez a megközelítás ugyanakkor nem hordoz új információt. Valóban, ha objektumok és morfizmusok egy tetszőleges osztálya meghatároz egy (esetlegesen nagy) G irányított gráfot. Legyen J a G által generált szabad kategória: ekkor létezik egy {\displaystyle F:J\to C} univerzális diagram, aminek a képe tartalmazza G-t. Ekkor F (ko)limesze megegyezik az adott objektum- illetve morfizmusosztály ezen bekezdésben definiált (ko)limeszével.
A gyenge limesz illetve gyenge kolimesz definíciója megegyezik a limesz illetve kolimesz definíciójával, kivéve, hogy nem követeli meg a közvetítő morfizmus egyértelműségét.

## Példák

### Limeszek
A limesz definíciója elég általános ahhoz, hogy számos a matematikai gyakorlatban előforduló fogalmat magába foglaljon. A következőkben egy F : J → C diagram (L, φ) limeszéről lesz szó.
- Terminális objektumok. Ha J az üres kategória, akkor egyetlen J alakú diagram létezik: az üres diagram. (Hasonlóan a halmazelméletben az üres függvényhez: minden H halmazra létezik egy egyértelmű {\displaystyle \emptyset \to H} függvény az üres halmazból H-ba.) Az üres diagram feletti kúp ekkor csupán egy C-beli objektum. Ezért az F limesze egy olyan objektum, amibe bármely objektumból létezik egy egyértelmű (közvetítő) morfizmus: ez pedig pontosan a terminális objektum definíciója.
- Produktumok. Legyen J egy diszkrét kategória, azaz olyan kategória, aminek a morfizmusai pontosan az identitások. Ekkor egy J feletti F diagram lényegében objektumok egy J által indexelt családjának felel meg. Az F limeszét ezen objektumok produktumának (szorzatának) nevezzük. A φ kúp φX : L → F (X) morfizmusok családjából áll: ezeket projekcióknak nevezzük. A halmazok kategóriájában például a produktumok a Descartes-szorzatok, a projekciók pedig az egyes faktorokra vett természetes leképezések.
  - Hatványok. A produktum speciális esete a hatvány: ekkor az F diagram a konstans funktor a C kategória valamely X objektumára. Az F limeszét az X J-edik hatványának nevezzük, és X<sup>J</sup>-vel jelöljük.
- Ekvalizátorok. Ha J egy kategória két objektummal, és közöttük két párhuzamos morfizmussal, akkor egy J alakú diagram C-ben egy C-beli párhuzamos morfizmuspár. A limeszt ebben az esetben ekvalizátornak nevezik.
  - Magok. A mag (más néven kernel) olyan ekvalizátor, amiben az egyik morfizmus zéró morfizmus.
- Visszahúzások. Legyen F egy olyan diagram C-ben, ami három X, Y és Z objektumból áll, a köztük menő morfizmusok pedig f : X → Z, g : Y → Z és az identitások. Ekkor az F diagram L limeszét visszahúzásnak vagy szálszorzatnak nevezzük. A visszahúzás a következőképpen ábrázolható kommutatív négyzetként:

- Inverz limeszek. Legyen J egy irányított halmaz, azaz egy ≥ reflexív ({\displaystyle \forall j\in J:j=j}) és tranzitív (ha {\displaystyle i\leq j} és {\displaystyle j\leq k}, akkor {\displaystyle i\leq k}) relációval ellátott halmaz, amelyben bármely két elemnek van közös felső korlátja ({\displaystyle \forall i,j\in J:\exists k\in J:i\leq k} és {\displaystyle j\leq k}). Tekintsük a J irányított halmazt kis kategóriaként: az objektumok legyenek J elemei, az i és j objektumok között pedig akkor és csak akkor fusson egy i → j nyíl, ha i ≥ j. Legyen F : J op → C egy diagram. Ekkor F limeszét inverz limesznek vagy projektív limesznek nevezzük.
- Ha J = 1, az egyetlen objektumot és morfizmust tartalmazó kategória, akkor egy J alakú diagram lényegében csak a C kategória egy X objektuma. Az X objektum kúpja pedig egy X-be menő morfizmus. Egy f : Y → X morfizmus akkor és csak akkor az X diagram határértéke, ha f izomorfizmus . Általánosabban, ha J egy tetszőleges kategória egy i iniciális objektummal, akkor bármely J alakú diagramnak van limesze, nevezetesen bármely F(i)-vel izomorf objektum. Egy ilyen izomorfizmus egyértelműen meghatároz egy univerzális kúpot F-hez.

### Kolimeszek
A limeszre vonatkozó fenti példák dualizálásával kolimeszeket kapunk.
- Az iniciális objektumok üres diagramok kolimeszei.
- A koproduktumok diszkrét kategóriák szerint indexelt diagramok kolimeszei.
  - A kohatványok diszkrét kategóriákból származó konstans diagramok kolimeszei.
- A koekvalizátorok egy párhuzamos morfizmuspár kolimeszei.
  - A kokernelek egy morfizmus és egy vele párhuzamos zéró morfizmus koekvalizátorai.
- A kitolások (koszálszorzatok) egy közös forrású morfizmuspár kolimeszei.
- A direkt limeszek irányított halmazokkal indexelt diagramok kolimeszei.

## Tulajdonságok

### Létezés
Egy F : J → C diagramnak nem feltétlenül van limesze. Sőt, lehetséges, hogy egyáltalán nem létezik F feletti kúp, így pedig univerzális kúp sem létezhet.
Azt mondjuk, hogy egy C kategóriának vannak J alakú limeszei, ha bármely J alakú diagramnak van limesze C-ben. Speciálisan egy kategóriában
- léteznek produktumok, ha vannak J alakú limeszei bármely kis diszkrét J kategóriára (a definíció nem követeli meg, hogy nagy szorzatok is létezzenek),
- léteznek ekvalizátorok, ha léteznek {\displaystyle \bullet \rightrightarrows \bullet } alakú limeszei (azaz minden párhuzamos morfizmuspárnak van ekvalizátora),
- léteznek visszahúzások, ha léteznek {\displaystyle \bullet \rightarrow \bullet \leftarrow \bullet } alakú limeszei (azaz bármely adott objektumba menő morfizmuspárnak van visszahúzása).

Egy teljes kategória olyan kategória, amiben minden kis limesz létezik, azaz bármely J kis kategóriára léteznek J alakú limeszei.
Az előző definíciók duálisai a következők: egy C kategóriának vannak J alakú kolimeszei, ha bármely J alakú diagramnak van kolimesze C-ben. Az olyan kategóriát, amiben minden kis kolimesz létezik, koteljes kategóriának nevezik.
A limeszek egzisztenciatétele szerint ha egy C kategóriában léteznek ekvalizátorok, és minden, a J kategória objektumai illetve morfizmusai – azaz az Ob(J) illetve Hom(J) – által indexelt produktumai is léteznek, akkor C-nek vannak J alakú limeszei. Ekkor egy F : J → C diagram limesze megadható mind egy 
{\displaystyle s,t:\prod _{i\in \operatorname {Ob} (J)}F(i)\rightrightarrows \prod _{f\in \operatorname {Hom} (J)}F(\operatorname {cod} (f))}
morfizmuspár ekvalizátora, ahol cod(f) az f célját (codomain) jelöli, és az s illetve t morfizmusok a komponensenként a következőképp vannak definiálva:
{\displaystyle {\begin{aligned}s&={\bigl (}F(f)\circ \pi _{\operatorname {dom} (f)}{\bigr )}_{f\in \operatorname {Hom} (J)}\\t&={\bigl (}\pi _{\operatorname {cod} (f)}{\bigr )}_{f\in \operatorname {Hom} (J)}.\end{aligned}}}
A duális állítás a kolimeszek egzisztenciatétele, ebben koekvalizátorok és koproduktumok szerepelnek. 
Legyen F : J → C egy diagram C-ben, és legyen G : C → D egy funktor. Mivel a diagramok maguk is funktorok, tekinthetjük a GF : J → D kompozíciót. Természetesen merül fel tehát a kérdés, hogy hogy viszonyulnak a GF diagram limeszei az F limeszeihez.

## Funktorok és limeszek viszonya
Legyen F : J → C egy J alakú diagram C-ben, és legyen G : C → D egy funktor. Mivel F maga is egy funktor, értelmezhető a GF : J → D kompozíció, és GF egy J alakú diagram D-ben. Adódik a kérdés, hogy hogyan viszonyulnak GF limeszei F limeszeihez.

### Limesz megtartása
A G : C → D funktor egy Cone(F) → Cone(GF) leképezést indukál, azaz F feletti kúpokhoz GF feletti kúpokat rendel. Valóban, ha {\displaystyle (N,\psi )}egy F feletti kúp, akkor {\displaystyle (GN,G\psi )} GF feletti kúp. A G funktor megtartja F limeszeit, ha az F bármely {\displaystyle (L,\phi )} limeszére {\displaystyle (GF,G\phi )} limesze GF-nek. (Speciálisan ha F-nek nincs limesze, akkor G automatikusan megőrzi F limeszeit. )
Egy G funktor megtartja a J alakú limeszeket, ha megtartja valamennyi J alakú F : J → C diagram limeszeit. Speciálisan lehet beszélni arról, hogy G tartja a produktumokat, az ekvalizátorokat, a visszahúzásokat stb. A folytonos funktor olyan funktor, amelyik megtartja az összes kis limeszt.
Analóg módon értelmezhetők a duális fogalmak: egy G funktor megtartja F kolimeszeit, ha {\displaystyle (GL,G\phi )} kolimesze GF-nek, ha {\displaystyle (F,\phi )} limesze F-nek. A kofolytonos funktor olyan funktor, amely megtartja az összes kis kolimeszt.
Az adjungált funktorok egyik fontos tulajdonsága, hogy minden jobb adjungált funktor folytonos, és minden bal adjungált funktor kofolytonos.
Továbbra is legyen F : J → C egy diagram és G : C → D egy funktor. Tegyük fel, hogy adott az F illetve GF diagramok {\displaystyle \lim F} illetve {\displaystyle \lim GF} limesze. Ekkor létezik egy egyértelmű kanonikus
{\displaystyle \tau _{F}:G\lim F\to \lim GF}
morfizmus, ami tartja a fenti két limeszhez tartozó kúpokat. A G funktor akkor és csak akkor tartja F limeszeit, ha a {\displaystyle \tau _{F}} morfizmus izomorfizmus. Ha a C és D kategóriákban léteznek J alakú limeszek, akkor {\displaystyle \lim } egy funktor, és a {\displaystyle \tau _{F}} morfizmusok meghatároznak egy
{\displaystyle \tau :G\lim \to \lim G^{J}.}
természetes transzformációt. (Itt {\displaystyle G^{J}} a következő: jelölje {\displaystyle C^{J}} illetve {\displaystyle D^{J}} a funktorkategóriákat:  objektumaik a {\displaystyle J\to C} illetve {\displaystyle J\to D} funktorok, morfizmusaik a természetes transzformációk. Ekkor {\displaystyle G^{J}:C^{J}\to D^{J}} a G által kompozícióval indukált funktor.) Következik, hogy G akkor és csak akkor tartja a J alakú limeszeket, ha {\displaystyle \tau } természetes izomorfizmus. Ekkor azt mondhatjuk, hogy G kommutál a limeszekkel (kanonikus természetes izomorfizmus erejéig).
A limeszek illetve kolimeszek megtartásáról csak kovariáns funktorok esetében van értelme beszélni. Kontravariáns funktorok esetében ezzel szemben az vizsgálható, hogy a funktor kolimeszeket limeszekbe, illetve limeszeket kolimeszekbe visz-e.

## Terminológia
Tévedésre adhat okot, hogy míg az inverz limesz limesz, a direkt limesz kolimesz. Ennek történeti okai vannak: az inverz/projektív illetve direkt/induktív limesz kifejezések a régi, míg a limesz illetve kolimesz kifejezések az új, általánosabb terminológiát képviselik. 
A modern terminológia önmagában koherens: a
- kokernelek
- koproduktumok,
- koekvalizátorok,
- morfizmusok céljai (angolul codomain)

mind kolimeszek, míg a
- kernelek,
- produktumok
- ekvalizátorok,
- források (angolul domain)

limeszek. A ko- előtag a Hom(–,–) bifunktor első, kontravariáns változójával való kapcsolatot jelzi. Valóban, például a „kohomológia” és a „kofibráció” kifejezések is a Hom első változójával vannak kapcsolatban.

## Lásd még
- Ekvalizátor
- Inverz limesz
- Produktum

## Fordítás
- Ez a szócikk részben vagy egészben  a   Limit (category theory) című angol Wikipédia-szócikk ezen változatának fordításán alapul.  Az eredeti cikk szerkesztőit annak laptörténete sorolja fel. Ez a jelzés csupán a megfogalmazás eredetét és a szerzői jogokat jelzi, nem szolgál a cikkben szereplő információk forrásmegjelöléseként.